# دم معدل وراثيا
الدم المهندس وراثياً هو الدم الذي تم تعديله لأغراض علاجية أو لأغراض أخرى.

## التطبيقات
أحد التطبيقات هو هندسة خلايا الدم الحمراء لتحويلها إلى مركبات لتوصيل الأدوية. لا تحمل الخلايا الحمراء الناضجة أي مادة وراثية، مما قد يمثل مخاطر أقل على السلامة مقارنة بالعلاجات الجينية والخلوية. تدور خلايا الدم الحمراء البشرية لمدة تصل إلى أربعة أشهر، مما يعني أنها يمكن أن تشكل أساسًا لعلاجات طويلة الأمد. تتحرك هذه الخلايا في جميع أنحاء الجسم عبر مجرى الدم ولا يلاحظها جهاز المناعة.